# Nikita Online
Nikita Online (ранее Группа компаний NIKITA) — бывший разработчик и локализатор компьютерных игр на территории России и стран СНГ, обладавший большой базой легального контента и технологическими возможностями его распространения средствами SMS, USSD, STK, RBT, IVR/IVVR, WAP. Группа компаний имела собственные технологические мощности, а также IVR- и SMS-платформы. Партнёрами контент-провайдера являлись около 75 операторов связи в России и странах СНГ, а его межрегиональный call-центр в России и на Украине насчитывал около 1000 рабочих мест. Штаб-квартира находилась в Москве. Компания имела представительства на территории Белоруссии, Грузии, Кыргызстана, Казахстана, Таджикистана, Украины и Узбекистана.

## История
Компания образовалась в 1991 году из сотрудников отделения по разработке игр московского кооператива «Локис» (выпустившего в 1990 году нашумевшую игру «Perestroika»).
Одним из успешных проектов на российском рынке стала игра «Parkan: Хроника Империи». 
Переломным в развитии компании Никита стал 2003 год. Именно тогда разработка игры «Сфера» поспособствовала формированию полноценного онлайн-комьюнити в России.
В 2007 году компания Никита была приобретена холдингом Astrum Online Entertainment.

## Мобильное направление
В 2002 году в компании «Никита» было открыто мобильное направление. 
- В 2004 компания «Никита» получила звание лучшего партнера ОАО «ВымпелКом» в номинации «Интерактивные услуги»[1].

Стремительный рост компании подтверждается данными Gallup AdFact, согласно которым в первом полугодии 2006 года компания «Никита Мобайл» заняла 14-е место в общефедеральном рейтинге «Top-100 рекламодателей в СМИ».

## «Солво Медиа Групп»
В 2007 году отделение по разработкам мобильных игр Nikita «Nikita Mobile» было продано Marshall Capital Partners и вошло в состав группы компаний «Солво Медиа Групп», объединившись с другим московским контент-провайдером — «Солво Интернешнл» и лидером украинского рынка мобильного контента компанией «Jump».
Неполный список проектов компании, созданных с конца 2007 по 2011 год:
- голосовой портал «Ультрафиолет» на коротком номере 0931[4];
- голосовой портал «LiveJournal.ru и Championat.ru» (совместно с ЗАО «СУП Фабрик»)[5];
- развлекательные порталы для «Авторадио»[6], «Юмор-FM»[7], MTV[8] и VH1[9] (совместно с «ВКПМ»);
- информационный портал Российского агентства международной информации РИА «Новости»[10];
- многочисленные акции совместно с компанией «Связной Загрузка»[11];
- голосовой портал совместно с радио «Шансон»[12];
- голосовой портал совместно с телеканалом RU-TV[13][14];
- мобильная версия проекта «Арт-ТУР. Шедевры на улицах города» совместно с Государственным Русским Музеем[15].